# Thierry Dagiral
 (février 2018).
Thierry Dagiral, né le 29 mai 1971 à Rouen, est un journaliste de radio et de télévision.
Après avoir été rédacteur en chef de la partie politique de l'émission Le Grand Journal de Canal+, présentée par Antoine de Caunes, rédacteur en chef sur France 5 pour les émissions C dans l'air et C Politique,  rédacteur en chef et présentateur à Europe 1, il est actuellement rédacteur en chef de C Médiatique sur France 5. 

## Biographie
Thierry Dagiral commence sa carrière à Radio France et BFM Radio.
En 1994, il entre à RTL au service des informations générales, puis se voit confier la présentation du journal du soir.
En 1996, il rejoint la rédaction de M6 et présente les journaux du matin puis le Six Minutes.
En 1998, il est embauché à la rédaction de Canal+. Il réalise des reportages puis présente les journaux de fin de semaine .
Après la fusion des rédactions de Canal+ et de I-Télé, il couvre l'actualité politique de la droite parlementaire : il présente I-Politique' avec Christophe Barbier
(L'Express), entretien politique diffusé tous les lundis sur I-Télé.
En parallèle, le journaliste poursuit ses activités radiophoniques en co-présentant Res Publica, magazine politique de France Inter.
De 2002 à 2006, au sein de l’agence CAPA, il réalise des reportages sur des sujets politiques pour Le Vrai Journal, présenté par Karl Zéro,.
Il participe ensuite au lancement de Story Box Press aux côtés de Laurence Ferrari en assurant des reportages politiques pour Dimanche + lors de la campagne présidentielle de 2007.
Il poursuit sa carrière de journaliste politique en réalisant des documentaires, notamment La Bataille de Solférino : 15 mois dans les coulisses du PS, un film de 52 minutes conçu à l'occasion du Congrès de Reims et diffusé en novembre 2008 sur Canal+ et en 2011 sur Public Sénat.
De septembre 2008 à juin 2009, il présente l’émission Reporters, le magazine d’information de NT1, en duo avec Claire Barsacq puis Rebecca Fitoussi.
De 2009 à 2011, il collabore à L'Édition spéciale sur Canal+ présentée par Bruce Toussaint en réalisant des chroniques, portraits et sujets sur ceux qui font l’actualité.
Jusqu'en 2011, il est l'animateur de débats et soirées spéciales sur les chaînes Toute l’histoire et Encyclopedia.
En août 2011, il rejoint 3e Œil Productions pour gérer la rédaction en chef du nouveau magazine politique présenté par Éric Zemmour et Éric Naulleau sur Paris Première.
Il assure parallèlement les remplacements de Patrick Cohen sur l'interview politique de C à vous sur France 5.
En août 2014, il intègre KM Productions pour s'occuper de la rédaction en chef actu/politique du Grand Journal de Canal+, émission présentée par Antoine de Caunes.
Il rejoint Et la suite!.. Productions, en janvier 2016, pour développer et produire, aux côtés de la journaliste Rachel Kahn, documentaires politiques et émissions de flux.
Pendant l'été 2016 il rejoint la station Europe 1 pour présenter les tranches d'information Europe Midi de 12h30 à 13h et Europe Soir de 18h à 19h. Il présentera également la matinale du week-end, entre 6h et 9h.
Fin août 2016 il est rédacteur en chef de C dans l'air et de C Politique, des émissions présentées par Bruce Toussaint sur France 5,.
Pendant l'été 2017 il est joker de la tranche Europe Midi sur Europe1. Il rejoint la radio où il a été rédacteur en chef "d'Europe Soir" jusqu'en juin 2018.
À partir d'août 2018, il devient, pendant une saison, le rédacteur en chef de la matinale d'Europe 1 présentée par Nikos Aliagas. Par la suite, il est rédacteur en chef de la tranche 18h-20h de la station.
Durant les étés 2019, 2020 et 2021, il est à la tête de différentes tranches infos. 
En août 2019, il présente, le weekend, Le Journal du soir. En juillet 2020, il est aux commandes de Votre Grand Journal du soir, en semaine. Puis en juillet 2021, il prend la tête d’Europe Midi et d’Europe Soir,,.
Pendant la saison 2021/2022 il est à la présentation d’Europe Midi les samedis et dimanches sur Europe 1. À la mi-septembre, il prend également la tête d’Europe Matin Week-end. Puis en juillet 2022, à l'occasion de la grille d'été, il présente Europe Matin en semaine.
Le 2 septembre 2022, Europe 1 annonce le départ de Thierry Dagiral, la veille de la première matinale weekend de la saison 2022/23, sur fond de désaccord éditorial et de réticence du présentateur quant à la co-diffusion de la matinale avec CNews.
En novembre 2022, il retrouve la rédaction de RTL où il présente les journaux de la station,.
Depuis septembre 2023, il est rédacteur en chef de C Médiatique sur France 5, tous les dimanches à 13h30.